# Estany de Fontfreda
L'Estany de Fontfreda és un petit embassament artificial, del terme comunal de Matamala, a la comarca del Capcir, de la Catalunya del Nord.
Està situat a 1.499,4 metres d'altitud sobre el nivell del mar, té una superfície de 0,3 km². És un petit estany al servei dels sistemes d'irrigació de la comuna de Matamala.